# Colin (película)
Colin es una película de zombis inglesa del 2008, que después de una carrera exitosa en una serie de festivales de cine, pasó a ser mostrada en Cannes en 2009, Aplaudida por su éxito a pesar de su bajo presupuesto, el costo total de la producción fue de £45, equivalente a US$70. El director, Marc Price, gravo Colin con una definición estándar en un formato mini-DV de Panasonic que había tenido durante 10 años y editó la película en su computador personal en casa utilizando el software Adobe Premiere que se le había dado en los medios de comunicación de la universidad. Facebook y Myspace fueron utilizados para reunir a los actores que representarían a los zombis.

## Trama
Herido en un brazo, Colin llega a la casa de Damián, un amigo, sólo para descubrir que estaba vacío, Al limpiar su herida en el fregadero de la cocina, es atacado por Damien, quien ahora es un zombi. Se las arregla para "matar" a Damien apuñalándolo varias veces en la cabeza con un cuchillo de cocina, pero poco después se convierte en un zombi. Ahora, siendo uno de los muertos vivientes, Colin recorre las calles de Londres durante el inicio de un apocalipsis zombi. Se encuentra con los típicos zombis caníbales comiendo carne humana, pero evita el conflicto. Luego es asaltado por sus entrenadores, se le ve con Linda, su hermana. Los zombis invaden una fiesta en una casa y matan a todos dentro, Colin sigue al único sobreviviente de la masacre (que más tarde descubrimos, le recuerda a Laura, su novia) antes de que ella sea atrapada por un loco/asesino en serie en el sótano de su casa con un grupo de zombis ciegos (que el mismo loco había logrado quitarles los ojos).
Linda y un amigo por fin logran capturar a Colin y lo llevan a casa de su madre, pero Colin no los pueden reconocer, y Linda revela que fue mordida por Colin al tratar de salvarlo de los asaltantes, y se convierte en un zombi. Colin y Linda salen arrastrando los pies tomando distancia. La película sigue a un grupo de supervivientes humanos acobardados que finalmente pasan a la ofensiva, dirigidos por Potes, los humanos atacan a un gran grupo de zombis con una granada improvisada, que explota cerca de Colin, destruyendo la mayor parte de su rostro, tres de los seres humanos son mordidos durante la lucha y son brutalmente asesinados por el resto del grupo después de que uno comienza a revivir.
Colin sobrevive y encuentra el camino a casa de su novia Laura (y posiblemente la suya propia), donde la película corta a un flashback de cuando aún era humano, al llegar a la casa, descubrió que Laura había atrapado a un zombi en el baño. Al intentar matar al zombi, fue mordida y murió en sus brazos, luego de la reanimación logra morderlo, a continuación, se ve cómo la mata antes de correr a la casa de Damián, lo que lleva al espectador al principio de la película.

## Premisa
Colin es el primer largometraje que se muestra todo desde la perspectiva de un zombi desde el principio, el personaje principal cambia a Colin en los primeros minutos de la película. Otra película que trata sobre una historia desde el punto de vista de un zombi es el largometraje de Andrew Parkman, Zombie (1998), pero se trata de un hombre cambiando poco a poco en un zombi durante todo el período de la película y por lo tanto no es del todo a partir de la perspectiva del zombi.

## Elenco
- Bruno Perez como Drunk.
- Carla Colin como Ugly.
- Dominic Burgess como Pots.
- Leanne Pammen como Laura.
- Tat Whalley como Novio de Laura.
- Kate Alderman como Laura Falsa.
- Justin Mitchell Davey como Chico de la Honda.
- Kerry Owen como Madre de Colin.
- Leigh Crocombe como Damien.
- Helena Mártin como Esposa de Pots.

## Producción
- Marc Vincent Price: escritor, productor, director, camarógrafo, editor, grabador de sonido, diseñador de sonido, visuales fx, diseño de sonido y mezcla, clasificación.[5]
- Efectos visuales: Justin Hayles, Leigh Crocombe.[6]
- Unidad de maquillaje : Michelle Webb, Carrigher Christie, Cooper Gayle, Justin Hayes, Geoff Heath y Lindsey Jones.[6]

## Banda sonora
- Dan Weekes: "Thema Principal de Colin"
- Spencer McGarry Season: "The Unfilmable Life and Life of Terry Gilliam"
- Jack Elphick: "Intro"; "Colin Broke My Keyboard"; "Boorman Lake"
- Simón Bevan: "RunAway" (acústico)

## Lanzamiento en DVD
Una edición especial en DVD ha sido estrenada y está actualmente disponible.

## Crítica
Escribiendo respecto a la visión y al sonido, Michael Brooke lo comparó con el film de 1993: Return of the Living Dead 3, que también es narrada desde el punto de vista del zombi, elogió el ambiente de pánico en la película, asistida por la relativa intimidad de una cámara de vídeo portátil como el principal instrumento de la filmación. Como personaje, argumenta que Colin es un personaje simpático a pesar de su estado de descomposición, comparable a la de "Bub" en Day of the Dead de George A. Romero.